# Устье (Хмельницкая область)
Устье (укр. Устя) — село в Каменец-Подольском районе Хмельницкой области Украины.
Население по переписи 2001 года составляло 529 человек. Почтовый индекс — 32372. Телефонный код — 3849. Занимает площадь 1,196 км².

## Местный совет
32372, Хмельницкая обл., Каменец-Подольский р-н, с. Устье